# Ioannis Masmanidis
Ioannis Masmanidis (* 9. März 1983 in Leverkusen) ist ein deutscher ehemaliger Fußballspieler griechischer Abstammung.

## Karriere
Der Sohn griechischer Eltern spielte seit seinem sechsten Lebensjahr für Bayer 04 Leverkusen und durchlief die Jugendmannschaften bis zur zweiten Mannschaft, in der er 2002 zum ersten Mal zum Einsatz kam. Im selben Jahr wurde er in den Profikader der Leverkusener aufgenommen, kam aber in zwei Jahren nur zu einem einzigen Erstligaeinsatz.
Daraufhin wechselte er 2004 für eine Ablösesumme von 10.000 € zum Karlsruher SC in die zweite Liga. Der linke offensive Mittelfeldspieler ergatterte bei den Badenern einen Stammplatz und galt als großes Talent.
Nachdem er im Oktober 2005 auch sein Debüt in der deutschen U-21-Nationalmannschaft hatte feiern können und dort gleich im ersten Spiel ein Tor erzielt hatte, wechselte er in der Winterpause Anfang 2006 für 500.000 € aus seinem laufenden Vertrag heraus zum Bundesligisten Arminia Bielefeld. In der Rückrunde kam er in fast jedem Spiel der Arminen zum Einsatz und im Jahr darauf behauptete Masmanidis einen Stammplatz im Team und schoss am 30. September 2006 sein erstes Bundesligator auf der Alm. In der Saison 2007/08 kam er dagegen nur noch auf acht Ligaeinsätze, worauf er sich entschloss den Verein im Sommer zu verlassen.
Ablösefrei wechselte er zum Erstligaabsteiger 1. FC Nürnberg in die zweite Bundesliga. Er kam auf Wunsch seines ehemaligen Trainers Thomas von Heesen, der ihn schon nach Bielefeld geholt hatte. In Franken konnte sich Masmanidis allerdings nicht zum Stammspieler durchsetzen. Er hatte neun Liga- und zwei Pokaleinsätze, wobei er nie über die volle Zeit gespielt hatte. Im Winter 2009 unterschrieb er daher einen Auflösungsvertrag und wechselte zum zyprischen Erstligisten Apollon Limassol, der vom zuvor beim Club zurückgetretenen Thomas von Heesen trainiert wurde. Im Sommer 2010 wechselte Masmanidis zum griechischen Zweitligisten Ethnikos Piräus. Zur Winterpause der Saison 2010/11 wechselte er zum deutschen Drittligisten SV Wehen Wiesbaden. Dort spielte er bis zum Saisonende und wechselte zur Saison 2011/12 nach Belgien zu KAS Eupen. Dort wurde er wieder Stammspieler und konnte auch durch seine Torgefährlichkeit überzeugen. In neunundzwanzig Spielen erzielte er vierzehn Tore und scheiterte mit KAS Eupen nur knapp in der Relegation am Aufstieg.
Mitte Juni 2012 gab der belgische Zweitligist CS Visé die Verpflichtung von Masmanidis zur Saison 2012/13 bekannt. Er unterschrieb einen Dreijahresvertrag bis Ende Juni 2015. Im August 2014 löste er seinen Vertrag bei den Belgiern wieder auf und wechselte zum VfL Wolfsburg, wo er für die U23-Mannschaft eingeplant wurde. Zur folgenden Saison 2015/16 wechselte Masmanidis zum FC United Zürich. Anfang Januar 2016 kehrte Masmanidis in seine Heimatstadt Leverkusen zurück, wo er sich kurzzeitig dem FC Leverkusen in der Bezirksliga anschloss.
Seit 2017 spielt Masmanidis für den Kreisligisten FC Hellas Leverkusen und ist parallel Jugendtrainer bei FC Viktoria Köln.

## Titel / Erfolge
- Bundesliga-Aufstieg 2008/09 mit dem 1. FC Nürnberg (nur in der Hinrunde beim Verein)